# José Fernández Sánchez
José Fernández Sánchez. (Ablaña, Mieres, Asturias, 16 de febrero de 1925 - Madrid, 10 de noviembre de 2011) fue un escritor, traductor, bibliógrafo y "niño de la guerra" español con una vida fascinante y una amplia contribución a la literatura y la cultura.

## Biografía
José Fernández Sánchez nació el 16 de febrero de 1925 en Ablaña (Mieres, Asturias) en la familia de un trabajador de la Fábrica de Mieres. Era el mayor de tres hermanos, José, Joaquín y Francisco. Su padre, Manuel, como la mayoría de los obreros de la comarca, militaba en el Partido Socialista y estaba afiliado a la UGT.
En febrero de 1937 muere en combate el padre de José. José Fernández y su hermano Joaquín se trasladan a Gijón para cursar los estudios de bachillerato en el orfelinato Alfredo Coto.  Pero el 23 de septiembre de 1937 los niños del orfelinato zarpan en un carguero francés para Saint Nazaire. Allí les espera el buque soviético “Kooperatsiia”. El 4 de octubre los niños españoles llegan a Leningrado (ahora San Petersburgo).
Tras un pequeño periplo por varias casas de niños José y su hermano son alojados en la “Casa número 7” de Moscú. (En total hubo catorce “Casas de niños españoles”).
Tras la invasión alemana de la Unión Soviética y cuando las tropas fascistas se encontraban a 100 kilómetros de Moscú, una parte de los niños, entre los que se encontraba José Fernández, es evacuada a la “República de los Alemanes del Volga” situada en la cuenca inferior del río Volga
En enero de 1943, cuando le faltaba un mes para cumplir los 18 años, es movilizado junto con otros jóvenes. Fue devuelto a la casa de niños por no haber cumplido todavía la edad reglamentaria. Poco después le envían a Sarátov para estudiar en una escuela de peritaje. El hambre que pasaba allí era tal que José decide escapar y se presenta en Moscú en la sede del Partido Comunista de España donde le alistan en un regimiento formado por españoles. Posteriormente le envían a la Escuela de Ingeniería Militar en Leningrado de la que sale como teniente de zapadores.
En marzo de 1946, tras licenciarse del ejército, vuelve a Moscú. En Moscú empieza a estudiar en la escuela de peritaje textil, pero tras el primer año es expulsado por bajo rendimiento académico. 
En septiembre de 1947 empieza a estudiar en el Instituto Superior de Biblioteconomía. Como él mismo confiesa después, escogió esta carrera porque no tenía matemáticas. Lo hace desoyendo los consejos de los españoles mayores que conocían mejor la vida en España y que aseguraban que la profesión de bibliotecario no tenía ningún futuro en su patria. 
En verano de 1949 se casa con Gala, una compañera de facultad.
En 1950 la pareja es destinada a una ciudad de los Urales llamada Izhevsk. A José todavía le faltaban dos años para acabar los estudios y decide hacerlos a distancia.
En noviembre de 1957, con la ayuda de la Cruz Roja consigue trasladarse a Moscú donde empieza a trabajar en la Biblioteca Lenin.
En agosto de 1961 es enviado a Cuba como intérprete de los asesores militares soviéticos. En los cuatro años que pasó en la isla tuvo ocasión de conocer y trabajar con Raúl Castro y Che Guevara. 
En 1964 regresa a Moscú donde trabaja como traductor en Radio Moscú para sus emisiones de América Latina y España. Poco a poco va madurando la decisión de volver a España. 
En noviembre de 1967, junto con su familia, hace un viaje exploratorio a España y se reencuentra con su madre y su hermano Francisco después de treinta años de separación.
En marzo de 1971 vuelve definitivamente a España. 
Desde 1972 y hasta su jubilación en 1991 trabaja en la  Biblioteca Nacional de España donde crea con su mujer Gala la sección de libros eslavos. También trabaja como bibliógrafo ayudando a los investigadores que acuden a la biblioteca. 

## Premios y reconocimientos
En 1988, recibió el Premio Pushkin de traducción de la Unión de Escritores de la URSS por su trabajo como traductor literario